# Kirkeåsvejen
Kirkeåsvejen  er en ca. 10 km lang tosporet motortrafikvej på Odsherred, som er en del af primærrute 21. Den går imellem Sekundærrute 225 (mellem Vig og Nørre Asmindrup) og Lumsås. Vejen er en forsættelse af motortrafikvejen Odsherredsvej, der igen er en fortsættelse af Holbækmotorvejen.
Vejen blev lavet, da den gamle landevej ikke kunne klare trafikken samt færgetrækket fra Odden Færgehavn.[kilde mangler]
Motortrafikvejen passerer Lyngevej hvorfra der er adgang til byen Højby. Vejen forsætter derefter øst om sommerhusområdet Højby Lyng, passerer Strandvej og derefter Stenstrup Strandvej, hvor der er adgang til landsbyen Stenstrup. Motortrafikvejen ender i Oddenvej ved Lumsås. 
Kirkeåsvejen blev indviet d. 23. juni 1986 af daværende trafikminister Arne Melchior.[kilde mangler]
| Trafik | Spire Denne trafikartikel er en spire som bør udbygges. Du er velkommen til at hjælpe Wikipedia ved at udvide den. |

|  | Denne artikel om en bygning eller et bygningsværk kan blive bedre, hvis der indsættes et (bedre) billede. Du kan hjælpe ved at afsøge Wikimedia Commons for et passende billede eller lægge et op på Wikimedia Commons med en af de tilladte licenser og indsætte det i artiklen. |

55°53′21″N 11°34′08″Ø / 55.8891°N 11.5688°Ø